# RAN-3L
RAN-3Lは、イタリアのセレニア社が開発した2次元レーダーである。イタリア海軍ではMM/SPS-768の名称で制式採用され、主として対空捜索用として搭載された。
RAN-3Lは、それまでイタリア海軍が使用してきたアメリカ合衆国製のAN/SPS-12やAN/SPS-40の後継として開発され、高効率化のためのパルス圧縮機能や、移動目標識別（MTI）機能付与やクラッター抑圧のためのパルス・ドップラー機能など、新技術を搭載した。
RAN-3Lは主に大型の駆逐艦などに搭載されたが、フリゲートに搭載するには重過ぎたため、同様の技術を用いながらも周波数をSバンドに変更するなどして小型軽量化を図ったRAN-10Sが新たに開発された。

## 搭載艦
イタリア海軍
- アウダーチェ級駆逐艦
- デ・ラ・ペンネ級駆逐艦（2008年からの近代化改修時に撤去）
- ヘリコプター巡洋艦「ヴィットリオ・ヴェネト」
- 軽空母「ジュゼッペ・ガリバルディ」